# Club Italia 2020-2021 (pallavolo femminile)
Questa voce raccoglie le informazioni riguardanti il Club Italia nelle competizioni ufficiali della stagione 2020-2021.

## Organigramma societario
Area direttiva
- Presidente: Pietro Bruno Cattaneo

Area tecnica
- Allenatore: Massimo Bellano
- Allenatore in seconda: Michele Fanni
- Assistente allenatore: Mauro Tettamanti
- Scout man: Alessandro Parise

Area sanitaria
- Medico: Domenico Capodiferro
- Fisioterapista: Cristiano Zanini
- Preparatore atletico: Tommaso Magnani, Luca Ruggiero

## Rosa
| N° | Nome               | Ruolo | Data di nascita   | Squadra |
| -- | ------------------ | ----- | ----------------- | ------- |
| 2  | Emma Graziani      | C     | 16 agosto 2002    | Italia  |
| 3  | Maria Teresa Bassi | S     | 28 settembre 2002 | Italia  |
| 4  | Islam Gannar       | C     | 3 luglio 2004     | Italia  |
| 5  | Sofia Monza        | P     | 11 maggio 2002    | Italia  |
| 6  | Beatrice Gardini   | S     | 1º aprile 2003    | Italia  |
| 7  | Martina Armini     | L     | 19 settembre 2002 | Italia  |
| 8  | Dominika Giuliani  | S     | 26 novembre 2004  | Italia  |
| 9  | Giulia Marconato   | C     | 26 aprile 2003    | Italia  |
| 10 | Giorgia Frosini    | O     | 29 novembre 2002  | Italia  |
| 11 | Stella Nervini     | S     | 10 settembre 2003 | Italia  |
| 12 | Alice Trampus      | S     | 22 aprile 2004    | Italia  |
| 13 | Emma Barbero       | L     | 2 febbraio 2004   | Italia  |
| 14 | Anna Pelloia       | P     | 30 novembre 2002  | Italia  |
| 15 | Julia Ituma        | O     | 8 ottobre 2004    | Italia  |
| 17 | Linda Nwakalor     | S     | 17 settembre 2002 | Italia  |

## Risultati

### Serie A2

#### Girone di andata
| 1ª giornata - 20 settembre 2020 Palestra Magagni, Castelnuovo Rangone | Montale     | 1 - 3 | Club Italia      | 23-25, 22-25, 25-21, 23-25        |
| 2ª giornata - 27 settembre 2020 Centro Pavesi, Milano                 | Club Italia | 2 - 3 | Futura Giovani   | 25-23, 20-25, 16-25, 25-22, 11-15 |
| 3ª giornata - 27 gennaio 2021 Centro Pavesi, Milano                   | Club Italia | 1 - 3 | Mondovì          | 25-27, 26-28, 25-20, 19-25        |
| 4ª giornata - 25 novembre 2020 Palestra Comunale, Golfo Aranci        | Hermaea     | 3 - 0 | Club Italia      | 25-22, 25-15, 25-18               |
| 5ª giornata - 14 ottobre 2020 Centro Pavesi, Milano                   | Club Italia | 1 - 3 | Academy Sassuolo | 16-25, 19-25, 25-23, 22-25        |
| 6ª giornata - 18 ottobre 2020 Palazzetto dello sport, Pinerolo        | Pinerolo    | 3 - 0 | Club Italia      | 25-23, 25-20, 25-19               |
| 7ª giornata - 20 dicembre 2020 PalaRuffini, Torino                    | CUS Torino  | 3 - 2 | Club Italia      | 22-25, 25-23, 26-24, 15-25, 15-12 |
| 8ª giornata - 31 gennaio 2021 Centro Pavesi, Milano                   | Club Italia | 3 - 0 | Marsala          | 27-25, 25-10, 25-21               |
| 9ª giornata - 8 dicembre 2020 PalaFonte, Roma                         | Roma Club   | 3 - 0 | Club Italia      | 25-17, 25-21, 25-20               |

#### Girone di ritorno
| 10ª giornata - 16 dicembre 2020 Centro Pavesi, Milano                 | Club Italia      | 3 - 0 | Montale     | 25-17, 26-24, 25-20               |
| 11ª giornata - 22 novembre 2020 Palazzetto San Luigi, Busto Arsizio   | Futura Giovani   | 3 - 1 | Club Italia | 25-13, 24-26, 25-18, 25-18        |
| 12ª giornata - 13 gennaio 2021 PalaManera, Mondovì                    | Mondovì          | 3 - 1 | Club Italia | 25-27, 25-18, 25-16, 25-21        |
| 13ª giornata - 5 dicembre 2020 Centro Pavesi, Milano                  | Club Italia      | 3 - 2 | Hermaea     | 22-25, 25-23, 15-25, 30-28, 15-12 |
| 14ª giornata - 9 gennaio 2021 Palestra Santissima Consolata, Sassuolo | Academy Sassuolo | 3 - 1 | Club Italia | 26-28, 25-19, 25-21, 25-23        |
| 15ª giornata - 13 dicembre 2020 Centro Pavesi, Milano                 | Club Italia      | 1 - 3 | Pinerolo    | 28-26, 11-25, 17-25, 23-25        |
| 16ª giornata - 20 gennaio 2021 Centro Pavesi, Milano                  | Club Italia      | 3 - 0 | CUS Torino  | 25-15, 25-19, 25-17               |
| 17ª giornata - 17 gennaio 2021 PalaBellina, Marsala                   | Marsala          | 3 - 0 | Club Italia | 25-22, 25-18, 26-24               |
| 18ª giornata - 24 gennaio 2021 Centro Pavesi, Milano                  | Club Italia      | 0 - 3 | Roma Club   | 20-25, 24-26, 25-27               |

### Pool salvezza

#### Girone di andata
| 1ª giornata - 28 febbraio 2021 Centro Pavesi, Milano            | Club Italia          | 3 - 1 | Talmassons          | 25-21, 13-25, 25-21, 25-16        |
| 3ª giornata - 22 aprile 2021 PalaCosta, Ravenna                 | Olimpia Teodora      | 3 - 2 | Club Italia         | 25-21, 22-25, 25-17, 22-25, 16-14 |
| 4ª giornata - 17 marzo 2021 Centro Pavesi, Milano               | Club Italia          | 2 - 3 | Montecchio Maggiore | 23-25, 22-25, 25-16, 29-27, 12-15 |
| 5ª giornata - 14 marzo 2021 Palazzetto dello sport, Martignacco | Libertas Martignacco | 1 - 3 | Club Italia         | 25-23, 18-25, 21-25, 23-25        |

#### Girone di ritorno
| 6ª giornata - 2 maggio 2021 Palestra comunale, Talmassons     | Talmassons          | 2 - 3 | Club Italia          | 19-25, 25-21, 19-25, 25-20, 13-15 |
| 8ª giornata - 11 aprile 2021 Centro Pavesi, Milano            | Club Italia         | 1 - 3 | Olimpia Teodora      | 26-24, 21-25, 22-25, 17-25        |
| 9ª giornata - 28 aprile 2021 PalaCollodi, Montecchio Maggiore | Montecchio Maggiore | 2 - 3 | Club Italia          | 25-22, 22-25, 25-23, 22-25, 12-15 |
| 10ª giornata - 25 aprile 2021 Centro Pavesi, Milano           | Club Italia         | 3 - 2 | Libertas Martignacco | 15-25, 25-20, 25-18, 14-25, 15-12 |